# Woods Bay
Woods Bay és una concentració de població designada pel cens dels Estats Units a l'estat de Montana. Segons el cens del 2000 tenia 748 habitants.

## Demografia
Segons el cens del 2000, Woods Bay tenia 748 habitants, 325 habitatges, i 222 famílies. La densitat de població era de 215,5 habitants per km².
Dels 325 habitatges en un 25,8% hi vivien nens de menys de 18 anys, en un 59,4% hi vivien parelles casades, en un 5,5% dones solteres, i en un 31,4% no eren unitats familiars. En el 26,5% dels habitatges hi vivien persones soles el 7,1% de les quals corresponia a persones de 65 anys o més que vivien soles. El nombre mitjà de persones vivint en cada habitatge era de 2,3 i el nombre mitjà de persones que vivien en cada família era de 2,78.
Per edats la població es repartia de la següent manera: un 22,3% tenia menys de 18 anys, un 5,6% entre 18 i 24, un 23,1% entre 25 i 44, un 31,4% de 45 a 60 i un 17,5% 65 anys o més.
L'edat mediana era de 44 anys. Per cada 100 dones de 18 o més anys hi havia 97,6 homes.
La renda mediana per habitatge era de 31.000 $ i la renda mediana per família de 40.273 $. Els homes tenien una renda mediana de 35.769 $ mentre que les dones 18.750 $. La renda per capita de la població era de 15.792 $. Aproximadament el 12,8% de les famílies i el 19,1% de la població estaven per davall del llindar de pobresa.

## Poblacions més properes
El següent diagrama mostra les poblacions més properes.